# Marathon van Fukuoka 1949
De marathon van Fukuoka 1949 werd gelopen op zondag 4 december 1949. Het was de 3e editie van de marathon van Fukuoka. Deze wedstrijd vond niet plaats in Fukuoka, maar in de Japanse stad Shizuoka. Aan deze wedstrijd mochten alleen mannelijke elitelopers uit Japan deelnemen. De Japanner Shinzo Koga kwam als eerste over de streep in 2:40.26.

## Uitslagen
| rang   | naam         | land | tijd    |
| ------ | ------------ | ---- | ------- |
| Goud   | Shinzo Koga  | JPN  | 2:40.26 |
| Zilver | Keizo Yamada | JPN  | 2:42.21 |

1947 ·
1948 ·
1949 ·
1950 ·
1951 ·
1952 ·
1953 ·
1954 ·
1955 ·
1956 ·
1957 ·
1958 ·
1959 ·
1960 ·
1961 ·
1962 ·
1963 ·
1964 ·
1965 ·
1966 ·
1967 ·
1968 ·
1969 ·
1970 ·
1971 ·
1972 ·
1973 ·
1974 ·
1975 ·
1976 ·
1977 ·
1978 ·
1979 ·
1980 ·
1981 ·
1982 ·
1983 ·
1984 ·
1985 ·
1986 ·
1987 ·
1988 ·
1989 ·
1990 ·
1991 ·
1992 ·
1993 ·
1994 ·
1995 ·
1996 ·
1997 ·
1998 ·
1999 ·
2000 ·
2001 ·
2002 ·
2003 ·
2004 ·
2005 ·
2006 ·
2007 ·
2008 ·
2009 ·
2010 ·
2011 ·
2012 ·
2013 ·
2014 ·
2015 ·
2016 ·
2017